# Karl Schwarzkopf
Karl Emil Albert Schwarzkopf (* 21. Mai 1884 in Bockenheim; † 31. Oktober 1954 in Garmisch-Partenkirchen) war ein deutscher Jurist, Verwaltungsbeamter und Politiker.

## Leben und Beruf
Schwarzkopf studierte Rechts- und Staatswissenschaften, legte beide juristische Staatsexamina ab und wurde 1908 zum Dr. jur. promoviert. Anschließend trat er als Gerichtsassessor in den preußischen Verwaltungsdienst ein. Er war ab 1910 im Reichsjustizamt tätig, wechselte 1912 in das Reichsamt des Innern und wurde 1915 Regierungsassessor. 1917 erhielt er die Ernennung zum Regierungsrat. Im gleichen Jahr übernahm er die Vertretung des Reichskanzlers Theobald von Bethmann Hollweg im Großen Hauptquartier.
Schwarzkopf wurde 1918 als Geheimer Regierungsrat ins Reichsinnenministerium berufen und war ab 1919 als Vortragender Rat im Reichswirtschaftsministerium tätig. Von 1921 bis 1924 war er Generalsekretär des Vorläufigen Reichswirtschaftsrates. Von 1924 bis 1939 und von 1946 bis 1950 fungierte er als Generaldirektor der Landeskreditkasse in Kassel, von 1934 bis 1935 und von 1947 bis 1951 als Vorsitzender der Arbeitsgemeinschaft Deutscher Sparkassen- und Girozentralen. Außerdem war er von 1950 bis 1952 Präsident der Industrie- und Handelskammer Kassel.

## Öffentliche Ämter
Schwarzkopf amtierte 1932/33 als Staatssekretär im Reichswirtschaftsministerium.

## Ehrungen
- 1953: Großes Bundesverdienstkreuz